# Comuna Zamok, Jovkva
Zamok (în ucraineană Замок) este o comună în raionul Jovkva, regiunea Liov, Ucraina, formată din satele Monastîrok și Zamok (reședința).

## Demografie
Componența lingvistică a comunei Zamok
     Ucraineană (99,88%)
     Alte limbi (0,12%)
Conform recensământului din 2001, majoritatea populației comunei Zamok era vorbitoare de ucraineană (99,88%), existând în minoritate și vorbitori de alte limbi.